# Guaranteed (nummer van Level 42)
Guaranteed is een nummer van de Britse band Level 42 uit 1991. Het is de eerste single van hun gelijknamige negende studioalbum.
Het nummer werd een bescheiden hit in het Verenigd Koninkrijk, Ierland, Duitsland, Nederland en Vlaanderen. In het Verenigd Koninkrijk en de Vlaamse Radio 2 Top 30 haalde het de 17e positie. In Nederland werd de plaat veel gedraaid op Radio 3 en behaalde de 13e positie in de Nederlandse Top 40 en de 20e positie in de Nationale Top 100.